# Cova de l’Aigua

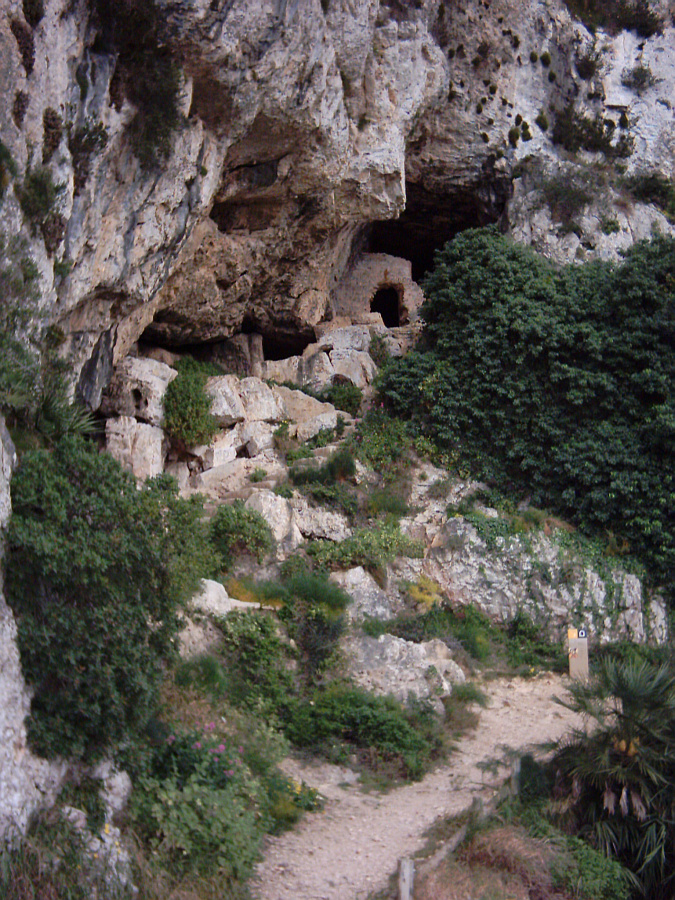
Höhleneingang

Die Cova de l’Aigua (valencianisch; spanisch: Cueva del Agua; Wasserhöhle) ist eine Höhle am Nordhang des Bergmassivs Montgó in Spanien. Sie liegt auf der Gemarkung der Stadt Dénia, Provinz Alicante, im Norden der Costa Blanca. In der Höhle sammelt sich Wasser, das aus dem Berg austritt. Die Cova de l’Aigua ist von archäologischer und historischer Bedeutung. Der Hang in ihrer unmittelbaren Umgebung beherbergt sehr zahlreiche, zum Teil seltene oder endemische Pflanzenarten und steht deshalb unter besonderem Schutz.

## Lage
Die Cova de l’Aigua liegt auf etwa 350 msnm Höhe am Fuß einer senkrechten Felswand aus Kalkstein der kreidezeitlichen Stufe Turon. Vom Eingang aus geht der Blick nach Norden auf die 2,5 km entfernt liegende Hafenstadt Dénia und den Golf von Valencia. Die Höhle befindet sich im Naturschutzgebiet „Parque Natural del Montgó“.

## Das Flora-Mikroreservat „Cova de l’Aigua“

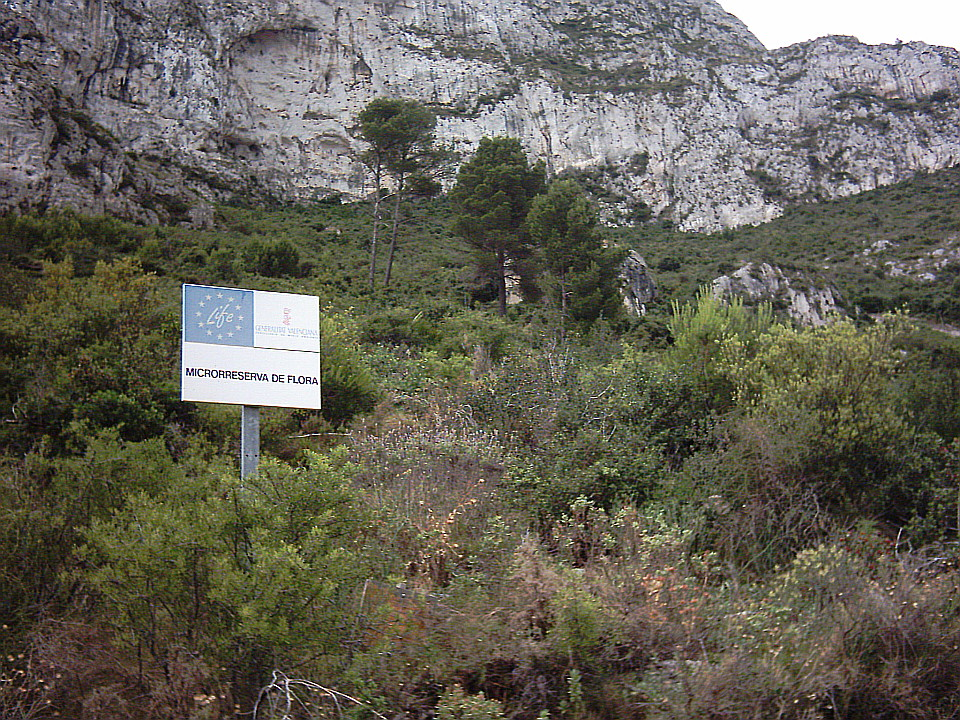
Mikroreservat „Cova de l’Aigua“

In der Umgebung der Höhle steht die Vegetation unter besonderem Schutz. Man hat hier eines von vier Flora-Mikroreservaten (Microrreserva de Flora; Natura-2000-Gebiet) des Naturparks eingerichtet. Es dient dem Schutz typischer Pflanzengesellschaften, die reich an endemischen, also regional eng begrenzt vorkommenden Arten sind. 
Das 4,4 Hektar große Mikroreservat der Cova de l’Aigua beherbergt zwei sehr artenreiche Pflanzengesellschaften. Eine davon mit dem wissenschaftlichen Namen Hippocrepido-Scabiosetum saxatilis siedelt sich auf felsigem Untergrund an. Einige Pflanzen sind darauf spezialisiert, in engen Felsritzen zu wurzeln. Dazu gehören folgende Endemismen: die Brillenschötchen-Art Biscutella montana (B. sempervirens), die Skabiosen-Art Scabiosa saxatilis, der Valencianische Hufeisenklee Hippocrepis valentina und die Leinkraut-Art Linaria cavanillesii. Von der nach der Stadt Dénia benannten Färberistelart Carthamus dianius (Carduncellus dianius), die weltweit nur in meeresnahen Gebirgen der Comarca (Landkreis) Marina Alta und auf Ibiza vorkommt, befinden sich die bedeutendsten Populationen am Hang des Montgó.
Die zweite Pflanzengesellschaft, Querco-Pistacietum lentisci siedelt unterhalb der senkrechten Felswand auf der Nordseite des Montgó, an einem schattigen und relativ feuchten Standort. Dazu gehören Arten wie der Westmediterrane Mäusedorn Ruscus hypophyllum und der Blaugrüne Gelbe Gamander Teucrium flavum subsp. glaucum.

## Archäologie und Geschichte

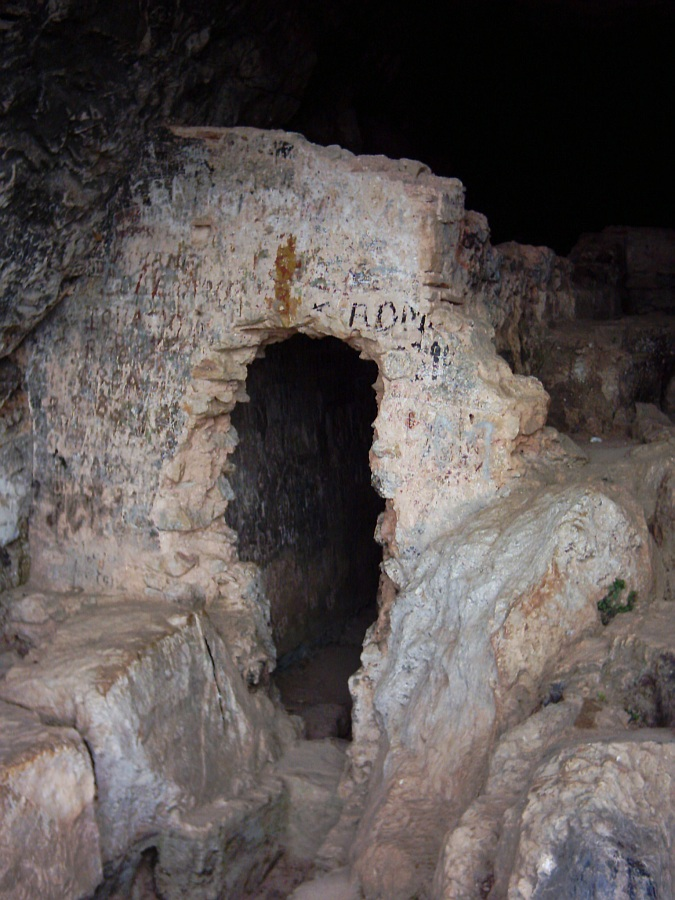
Mauern im Eingangsbereich

In der Höhle wurden Scherben von Gebrauchskeramik und bemalter Keramik der Iberer angetroffen, die eine Nutzung der Höhle in der Eisenzeit anzeigen. In dieser Zeit bestand auf dem Rücken des Montgó eine befestigte iberische Höhensiedlung. Ebenso fanden sich Scherben von römischer Keramik, unter anderem von Lampen aus dem 4. bis 5. Jahrhundert n. Chr. Ob die Nutzung der Höhle religiöser oder anderer Art war, ist nicht bekannt. Aus arabischer Zeit stammen Bruchstücke von Gefäßen, die zur Aufbewahrung von Flüssigkeiten dienten.
Im 16. und 17. Jahrhundert hat man die Höhle mit Mauern als Zisterne eingerichtet. Innerhalb der Höhle tritt Wasser aus dem Berg aus. Durch lange Leitungen aus Tonrohren, von denen Reste noch erhalten sind, wurde ein Teil des darunterliegenden Hanges mit Wasser versorgt.

## Römische Inschrift

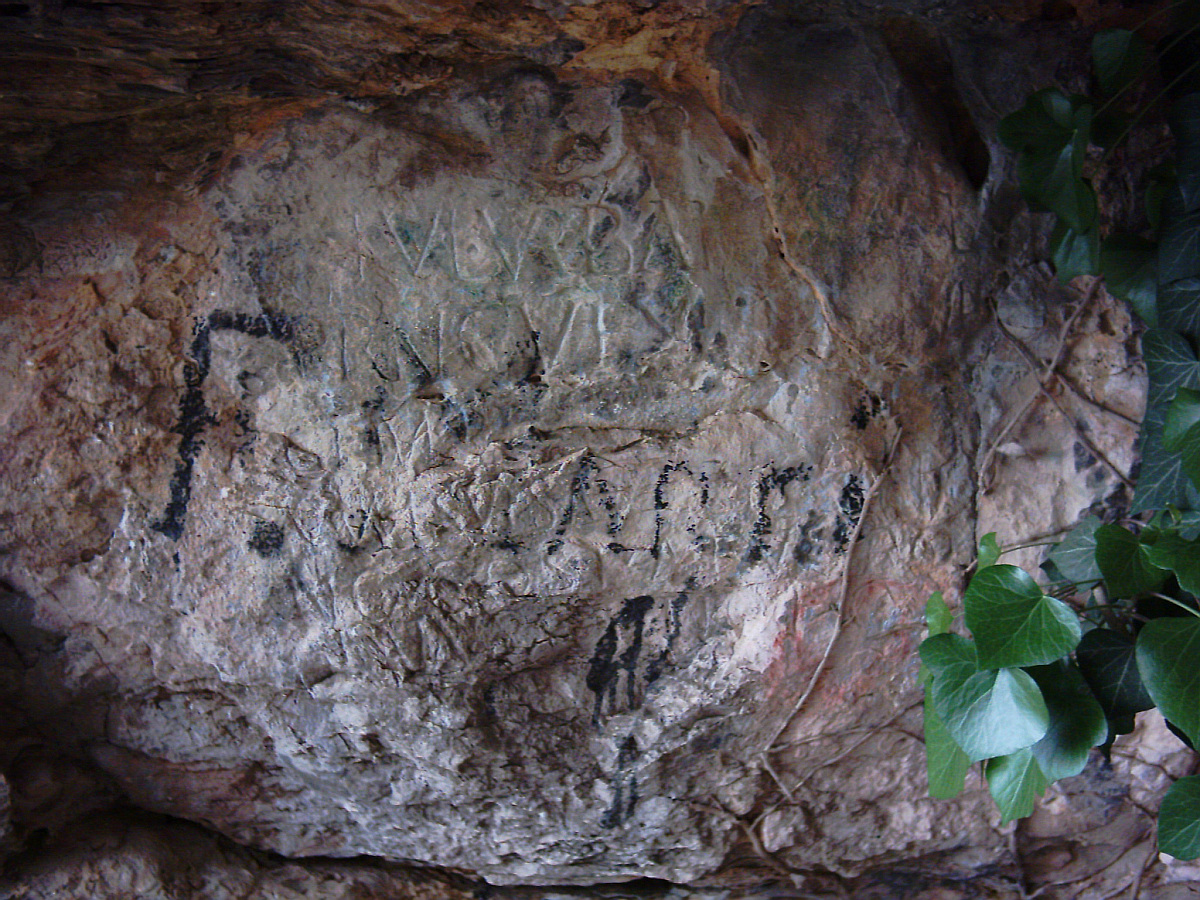
Römische Inschrift

Vor dem Höhleneingang ist auf der linken Seite unter einem Felsvorsprung eine römische Inschrift aus der Zeit um das Jahr 238 n. Chr. in den Fels gemeißelt. Sie besteht aus folgendem Text:
CIVLVRBANVSVET

PRINCVEXILLEGVII

GEMPF[      ]ISS

CVMSVISAD[ ]CIOVA[ ]ER[ ]A

NOCOSLA[ ]F[ ]VSDO

NATVSOPTIOFC

Mit „[ ]“ sind Stellen gekennzeichnet, an denen die Buchstaben nicht mehr lesbar sind.
Der Text wird wie folgt ergänzt (nach der Epigraphischen Datenbank des Instituts für Alte Geschichte der Universität Heidelberg):
C(aius) Iul(ius) Urbanus vet(eranus) / princ(eps) vexil(lationis) leg(ionis) VII / gem(inae) p(iae) f(elicis) [[M[a]xim[i]n(ianae)]] [m]iss(us) / cum suis a D[e]cio Va[l]er[i]a/no co(n)s(ulari) L(ucius) A[l]f[i]us Do/natus optio f(aciendum) c(uravit)
Die Inschrift weist den Aufenthalt einer Vexillation (Heeresabteilung) der Legio VII Gemina Pia Felix Maximiniana in der Umgebung nach. Sie sollte im Bürgerkriegsjahr 238 unter der Führung von Caius Iulius Urbanus einen Abschnitt der Küste sichern. Dies ist ein Hinweis auf die Bedeutung, die der Montgó strategisch und zur Überwachung der Umgebung hatte. Die Stadt Dénia bestand zu jener Zeit bereits unter dem Namen Dianium.

## Zugang
Vom Eingang des Naturparks bei der Kapelle Pare Pere führt ein markierter und beschilderter, 1,9 km langer Wanderweg zur Höhle. Um im hinteren Bereich der Höhle sehen zu können, ist eine Taschenlampe nötig. 